# 青チョークの男
『青チョークの男』（あおちょーくのおとこ、L'Homme aux cercles bleus）はフランスの小説家・考古学者であるフレッド・ヴァルガス（Fred Vargas、1957年6月7日 - ）により執筆された推理小説。アダムスベルグ警視シリーズの第一巻にあたる。

## あらすじ
青チョークで描かれた円の中には物がある。さらに、そのまわりに書かれている不可解な言葉。『ヴィクトール、悪運の道、夜の道』。
やがて円の中には首を切り裂かれた遺体があらわれる。パリでおこる、連続殺人。
犯人は、円を描いた『青チョークの男』か? それとも、『青チョークの男』の描く円を使用した、第三者による殺人なのか?
パリ五区の警察署長、ジャン＝バチスト・アダムスベルグが事件の解明へと動いていく。

## 登場人物
ジャン＝バチスト・アダムスベルグ
本編の主人公。パリ五区の警察署長に任命される。
美形と言う訳ではないが、人を惹き付ける魅力を持つ。
本編の中では、『浅黒くがっしりした小男』と述べられている。
アドリアン・ダングラール
刑事。『現実味』がある人間。
好物は白ワイン。
六人の子供を持つ。
アダムスベルグを尊敬している。
マチルド・フォレスチェ
海洋学者。美しい女性。
シャルル・レイエール
ライオンの解剖中、腐敗の毒が目に入り失明した。
マチルド・フォレスチェのアパルトマン、二階の『海の天使』に入居する。
クレマンス・ヴァルモン
老婦人。
マチルド・フォレスチェのアパルトマン、四階の『棘魚（とげうお）』に入居する。
マドレーヌ・シャトラン
事件の一人目の被害者。女性。
ジェラール・ポンチュウ
事件の二人目の被害者。医者。
三人の被害者のうち、唯一男性の被害者。
前科無し。
ディルフィーヌ・ル・ネルモー
事件の三人目の被害者。女性。
オーギュスタン＝ルイ・ル・ネルモーの妻。
オーギュスタン＝ルイ・ル・ネルモー
ビンザンチン学者。アカデミー会員候補として、有名になる。
ディルフィーヌ・ル・ネルモーの夫。
青チョークの男
パリの夜道に、青チョークで描く、直径二メートルほどの円を残していく男。
円のまわりには、『ヴィクトール、悪運の道、夜の道』と言う言葉が書かれている。
円の中には、ガラクタのような物が必ず存在する。
ある日を境に、円の中身のガラクタが、首をかき切られた死体へと変わっていく。
遺体は、後頭部を殴られた後、中くらいの刃物で喉をかき切られている。
レアル・ルヴネル
マチルドの友だちの哲学者。
コンチ
写真担当。
カメラの七つ道具を兵隊のように肩からかけている。

## 関連商品
- アダムスベルグ警視シリーズ『青チョークの男』 （訳：田中千春、創元推理文庫、2006年3月、ISBN 978-4-488-23603-8） (L'Homme aux cercles bleus (1991))
- アダムスベルグ警視シリーズ『裏返しの男』(訳：田中千春、創元推理文庫、2012年1月、ISBN 978-4-488-23605-2）(L'Homme à l'envers (1999))